# 刑事 (1959年の映画)
『刑事』（けいじ、原題：Un maledetto imbroglio）は、1959年制作のイタリア映画。
ローマで起きたある殺人事件を捜査する警部の目を通して、ローマ市民の様々な人間模様を描き出していく。カルロ・エミーリオ・ガッダ原作の小説「メルラーナ街の混沌たる殺人事件」の映画化。ピエトロ・ジェルミ監督・主演。
主題歌の「死ぬほど愛して」（Sinnò me moro 歌：アリダ・ケッリ）は、イタリアを始め世界中で大ヒットし、「アモーレ・ミオ」という題でも知られている。

## あらすじ
ある日、ローマの一角で殺人事件が起きた。被害者はバンドゥッチ家夫人のリリアーナ。事件の捜査に当たるイングラヴァーロ警部は、彼女の夫や遠縁の医師ヴァルダレーナを有力な容疑者としてにらむが、何も決め手はない。
やがて、イングラヴァーロ警部がリリアーナの夫やヴァルダレーナ、バンドゥッチ家の女中アスンティナらと接するうちに、彼らの様々な人間模様が浮かび上がってくる。

## キャスト

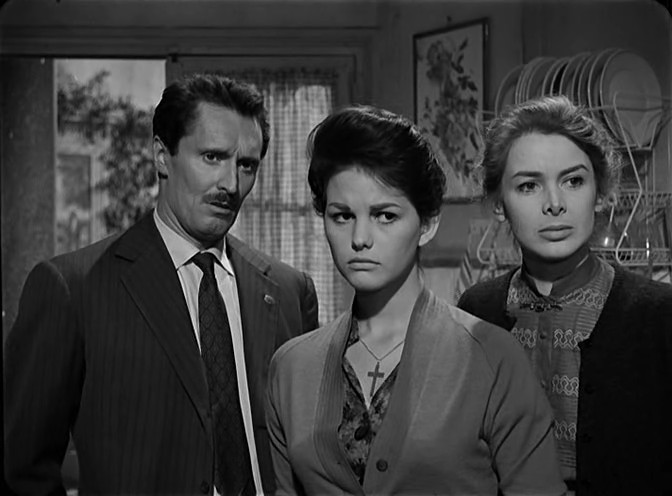
映画のワンシーンより。左からピエトロ・ジェルミ、クラウディア・カルディナーレ、エレオノラ・ロッシ＝ドラゴ。

| 役名                     | 俳優                         | 日本語吹き替え                       | 日本語吹き替え                     |
| 役名                     | 俳優                         | NHK版                                | TBS版                              |
| ------------------------ | ---------------------------- | ------------------------------------ | ---------------------------------- |
| イングラヴァロ警部       | ピエトロ・ジェルミ           | 加藤和夫                             | 纓片達雄                           |
| アスンティナ             | クラウディア・カルディナーレ | 北村晴子                             | 宗形智子                           |
| ヴァルダレーナ           | フランコ・ファブリッツィ     |                                      |                                    |
| ヴィルジニア             | クリスティーナ・ガヨーニ     |                                      |                                    |
| バンドゥッチ             | クラウディオ・ゴーラ         | 川久保潔                             | 山崎直衛                           |
| リリアーナ・バンドゥッチ | エレオノラ・ロッシ＝ドラゴ   | 寺島信子                             | 京田尚子                           |
| ディオメーデ             | ニーノ・カステルヌオーヴォ   |                                      | 津嘉山正種                         |
| サーロ部長刑事           | サーロ・ウルツィ             |                                      | 神山卓三                           |
|                          |                              |                                      |                                    |
| 演出                     | 演出                         |                                      | 斯波重治                           |
| 翻訳                     | 翻訳                         |                                      | 榎あきら                           |
| 効果                     |                              |                                      |                                    |
| 調整                     |                              |                                      |                                    |
| 制作                     | 制作                         |                                      | オムニバスプロモーション           |
| 解説                     | 解説                         |                                      | 淀川長治                           |
| 初回放送                 | 初回放送                     | 1971年8月21日 『劇映画』 15:00-16:52 | 1974年6月10日 『月曜ロードショー』 |

## 受賞
- 1960年度ナストロ・ダルジェント賞
  - 脚本賞
  - 助演男優賞（クラウディオ・ゴーラ）[6]
- 1960年度イタリア・ゴールデングローブ賞
  - 作品賞[7]